# Brenda Cowling
Brenda Cowling (ur. 23 kwietnia 1925 w Londynie, zm. 2 października 2010 tamże) – brytyjska aktorka filmowa, telewizyjna i teatralna, współcześnie pamiętana przede wszystkim jako kucharka Pani Lipton z serialu Pan wzywał, milordzie? (1988–1993).

## Życiorys
Była absolwentką najbardziej renomowanej brytyjskiej szkoły teatralnej, Royal Academy of Dramatic Art, gdzie wśród jej kolegów z roku znalazł się m.in. Jimmy Perry, późniejszy współscenarzysta Pan wzywał, milordzie?. Na początku swojej kariery grywała głównie w teatrze repertuarowym. Na ekranie zadebiutowała w 1950 u samego Alfreda Hitchcocka, grając małą, nieujętą nawet w napisach rolę w jego filmie Trema. Przez kolejne 30 lat jedynie gościnnie pojawiała się w filmie i telewizji, grając rolę drugoplanowe i epizodyczne w takich obrazach jak m.in. Cała naprzód: Dziewczęta do dzieła (1973), Cała naprzód: Rzymski camping (1975), Wielka gonitwa (1978) czy Ośmiorniczka (1983), a także serialach jak m.in. Hotel Zacisze (1975), Are You Being Served? (1981) czy Hi-de-Hi! (trzy odcinki w latach 1984–1988).
W stałej obsadzie serialu po raz pierwszy pojawiła się 1974, w dramacie kostiumowym The Pallisers na podstawie prozy Anthony’ego Trollope’a, gdzie grała panią Bunce. W tym samym roku wystąpiła, również w dużej roli, w serialu Good Girl. W latach 1979–1983 należała do głównej obsady sitcomu Potter, którego główną gwiazdą był Arthur Lowe. Swoją najbardziej znaną rolę otrzymała mając już 63 lata, w serialu Pan wzywał, milordzie?. Wcielała się tam w postać Pani Lipton, będącej uosobieniem cnót wiktoriańskiej służby domowej, takich jak lojalność, dyskrecja i niemal nieograniczona cierpliwość wobec ekstrawagancji swoich państwa. Po zakończeniu produkcji serialu w 1993 pozostała cenioną epizodystką. Po raz ostatni pojawiła się w telewizji w 2005 roku, w serialu According to Bex z Jessicą Stevenson w roli głównej.
Pod koniec życia mieszkała w Denville Hall w Londynie, najbardziej znanym domu dla emerytowanych aktorów w Wielkiej Brytanii. Tam też zmarła w październiku 2010, przeżywszy 85 lat.